# Sapere aude
Sapere aude is een Latijnse aansporing die in het Nederlands vertaald kan worden met: Durf te weten.

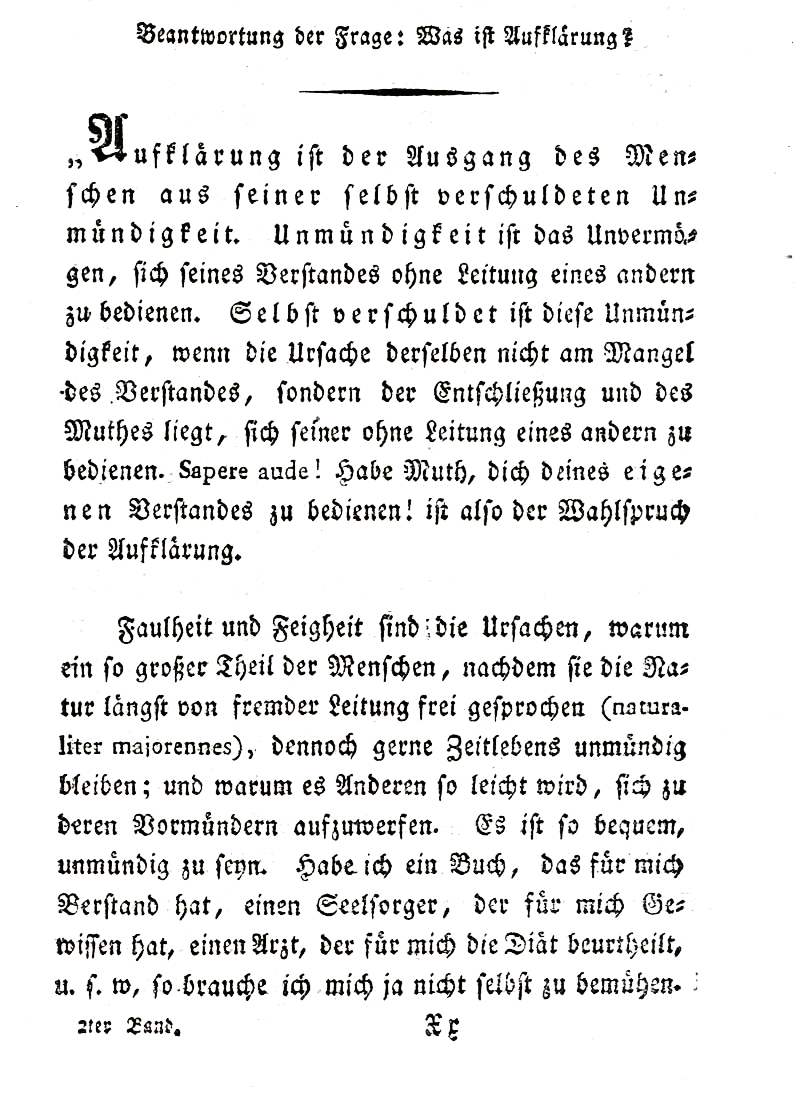
Kants' Beantwortung der Frage: Was ist Aufklärung?

## Herkomst
De aansporing stamt uit de Epistolae (brieven) van de Romeinse dichter Horatius (Epist. I,2,40): Dimidium facti qui coepit habet: sapere aude. De eerste helft van dit citaat (letterlijke vertaling: "Wie begonnen is, heeft de helft gedaan") heeft onder meer in het Nederlands de status van spreekwoord verworven: "Een goed begin is het halve werk".
De tweede helft — "sapere aude" — betekent letterlijk "durf te denken", waarbij aude de imperatief is van audere ("durven", "wagen")  en sapere "weten" betekent.

## Motto van de Verlichting
De aansporing werd door Immanuel Kants essay Beantwortung der Frage: Was ist Aufklärung? uit 1784 bekend als motto van de Verlichting. Het ligt voor de hand dat Kant het ‘sapere’ tegenover het geloven op getuigenis van anderen stelde. 
In de achtste brief van zijn verhandeling Über die ästhetische Erziehung des Menschen uit 1795 noemde Friedrich Schiller de Latijnse oproep een "veelbetekenende uitdrukking“ van een "oude wijze". Zijn vertaling luidde: "Erkühne dich, weise zu sein" (Nederlands: "Heb de moed wijs te zijn").